# 吳采妮
吳采妮（1981年10月19日—），曾任澳門澳亞衛視製作人兼主播、鏡電視新聞台主播、《鏡轉全球》主持人，2025年5月加入緯來電視網現任緯來電視網主持人，國立台灣大學政治系、美國哥倫比亞大學MBA畢業。

## 學歷
- 國立台灣大學政治系
- 美國哥倫比亞大學工商管理碩士

## 經歷
- 年代新聞台政治中心記者。
- 東森新聞台政治中心記者兼主播。[1]
- 華視新聞資訊台生活中心記者兼主播。
- 澳亞衛視主播、製作人。(2013年5月離職)
- 關鍵評論網影音部總監。(2015年10月離職)
- 沃爾瑪中國人力資源部資深經理。(2019年離職)
- 瑪麗蓮中國區總經理
- 鏡電視新聞台記者及國際中心製作人(2022年2月-2023年)
- 鏡電視新聞台專任主播及《鏡轉全球》主持人(2023年-2025年2月)
- 緯來電視網財經節目(網路播出)主持人(2025年5月至今)

## 資料來源
⒈^東森主播吳采妮-朱德庸88回顧展宣傳短片 （页面存档备份，存于）

## 外部連結
- 吳采妮的Instagram帳戶

1. ↑  .   [2024-05-12]. （原始内容存档于2024-05-12）.